# BRICS Games

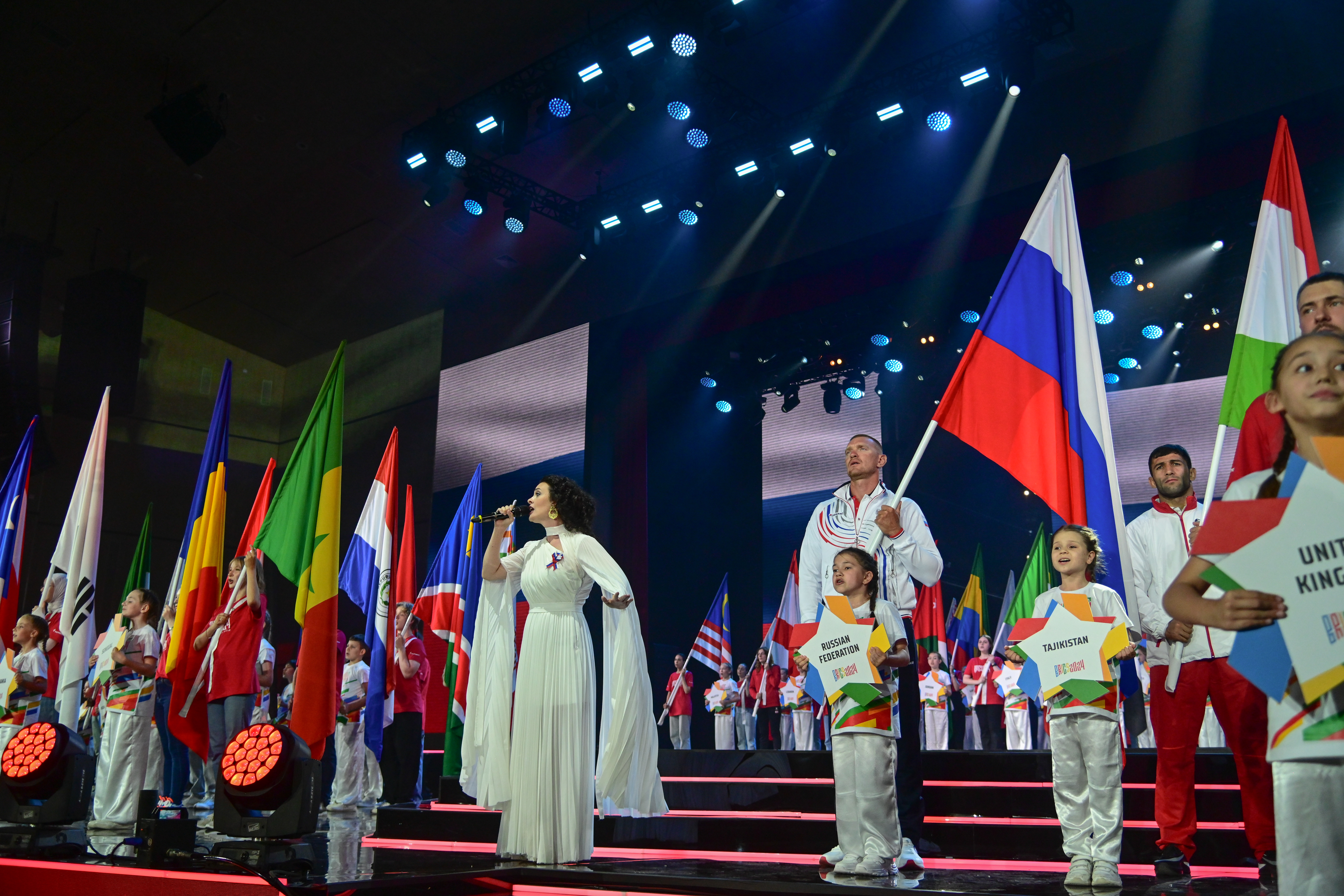
2024年のBRICS Games開会式

BRICS Games（BRICSゲームズ）は、BRICS加盟国が主催する、毎年開催される総合スポーツ大会である。この大会は通常、その年のBRICS議長国によって組織される。

## 歴史
2016年にインドのゴアにて、BRICS Gamesの予備的な大会としてBRICS U-17サッカー選手権が開催され、2017年に中国の広州にて最初の大会が行われた。2018年には南アフリカのヨハネスブルグで開催され、男女バレーボールと女子サッカーの2競技が行われた。2019年以降は新型コロナウイルスの世界的流行によって、2022年まで大会は行われなかった。2022年の大会は中国が主催したが、コロナ対策のためオンライン開催となった。2023年は南アフリカが2度目の開催地となり、場所はダーバンにて行われた。
2024年はロシアのカザンにて開催され、全27競技が行われた。2025年はブラジルで行われる。

## 大会一覧
| 回次       | 日程                    | 開催地                     | 競技数                  |                         |
| ---------- | ----------------------- | -------------------------- | ----------------------- | ----------------------- |
| 非公式大会 |                         |                            |                         |                         |
| -          | 2016年10月5日 - 15日    | インド・ゴア               | 1競技                   |                         |
| 第1回      | 2017年6月17日 - 21日    | 中国・広州                 | 3競技                   |                         |
| 第2回      | 2018年7月17日 - 22日    | 南アフリカ・ヨハネスブルグ | 2競技                   |                         |
| -          | 2019年 - 2021年は非開催 | 2019年 - 2021年は非開催    | 2019年 - 2021年は非開催 | 2019年 - 2021年は非開催 |
| 第3回      | 2022年9月1日 - 30日     | オンライン開催 (中国)      | 3競技                   |                         |
| 第4回      | 2023年10月18日 - 21日   | 南アフリカ・ダーバン       | 5競技                   |                         |
| 公式大会   |                         |                            |                         |                         |
| 第1回      | 2024年6月12日 - 23日    | ロシア・カザン             | 27競技                  |                         |
| 第2回      | 2025年                  | ブラジル                   | 未定                    |                         |